# Paulo Rocha (réalisateur)
Pour les articles homonymes, voir Paulo Rocha.
Paulo Soares da Rocha est un réalisateur portugais, né le 22 décembre 1935 à Porto, mort le 29 décembre 2012  à Vila Nova de Gaia,.

## Biographie
Paulo Rocha a étudié le cinéma à l'IDHEC de 1959 à 1961. Lors de son séjour en France, il est l'assistant stagiaire de Jean Renoir. Après son retour au Portugal, il tient le même rôle auprès de Manoel de Oliveira sur le tournage de son film Le Mystère du printemps (O Acto da Primavera),. 
Inspiré par la Nouvelle Vague et le Néoréalisme, Paulo Rocha est considéré comme un précurseur du Novo Cinema portugais. Il réalise en 1963 Les Vertes années (Os Verdes Anos), l'un des films importants de ce mouvement,. 
En 1982, son film L'Île des Amours (A Ilha dos Amores) est présenté au festival de Cannes,. Il y retourne en 1998 avec Le Fleuve d'or (O Rio do Ouro), présenté dans la section Un certain regard.
Il dirige le Centre du cinéma portugais (pt) entre 1973 et 1974. De 1975 à 1983, il occupe le poste d'attaché culturel à Tokyo,. Durant les années 1990, il réalise deux documentaires de la collection Cinéastes de notre temps, consacrés à Manoel de Oliveira et Shōhei Imamura.

## Filmographie
- 1961 : Le Caporal épinglé de Jean Renoir (assistant réalisateur)
- 1963 : Les Vertes années (Os Verdes Anos)
- 1966 : Changer de vie (Mudar de Vida)
- 1971 : Sever do Vouga... Uma Experiência
- 1972 : A Pousada das Chagas
- 1982 : L'Île des amours (A Ilha dos Amores)
- 1984 : A Ilha de Moraes
- 1987 : Les Montagnes de la Lune (O Desejado)
- 1993 : "Cinéma, de Notre Temps": Oliveira - L'Architecte
- 1998 : Le Fleuve d'or (O Rio do Ouro)
- 1998 : Camões - Tanta Guerra, Tanto Engano (vidéo)
- 2000 : La Racine du cœur (A Raiz do Coração)
- 2001 : As Sereias
- 2004 : Vanitas
- 2011 : Olhos Vermelhos
- 2013 : Se Eu Fosse Ladrão, Roubava